# Yura Halim
Yura Halim (eigentlicher Name: Pengiran Haji Mohamed Yusuf bin Pengiran Abdul Rahim; * 2. Mai 1923; † 11. April 2016) war ein bruneiischer Beamter, Diplomat und Poet. Er war bis zu seinem Lebensende Mitglied des Legislativen Rates.

## Leben und Ausbildung
Zunächst besuchte er die Schule in Tutong. 1939 begann er die Ausbildung zum Lehrer am Sultan Idris Teachers College in Perak. Dies beinhaltete Sprachunterricht in Japanisch – zunächst in Sarawak, später in Tokio und Hiroshima. Im Jahr 1954 besuchte er das South Devon Technical College in England zu Studien in öffentlicher und sozialer Verwaltung.
Halim studierte während des Zweiten Weltkriegs an der Universität Hiroshima in Japan, wo er den Abwurf der Atombombe über Hiroshima überlebte.

## Politische Karriere
Halim wirkte in verschiedenen Ämtern im Land. Seine Karriere begann 1957 als Beamter im Informationsministerium, gefolgt von der Position als stellvertretender Staatssekretär und Direktor für Rundfunk und Information. Von 1967 bis 1972 bekleidete er das Amt als Oberster Minister (Menteri Besar). Er zog sich 1973 aus dem Staatsdienst zunächst zurück.
1995 wurde er zum Hohen Kommissar Bruneis in Malaysia ernannt. Dies wurde gefolgt von der Position als Botschafter in Japan (2001–2002).
1953 setzte Sultan Omar Ali Saifuddin III ein Komitee (Tujuh Serangkai), bestehend aus 7 Personen ein, um eine Verfassung zu stellen. Die Verfassung trat 1959 in Kraft. Yura Halim war das letzte lebende Mitglied dieses Komitees.
Er ist Autor des Textes der Nationalhymne Bruneis, Allah Peliharakan Sultan.

## Außerhalb der Politik
Zwischen seinen politischen Ämtern war Halim in der freien Wirtschaft tätig. Er war stellvertretender Vorsitzender bei QAF Brunei Sdn Bhd, der Mutterfirma von Brunei Press Sdn Bhd und spielte eine führende Rolle bei der Gründung von Media Permata, einer der führenden Zeitungen in Brunei.

## Auszeichnungen
Als Literat erhielt Halim mehrere Preise, z. B. den SEA Write Award, Sultan Haji Omar 'Ali Saifuddien Education Award, Ehrendoktor der Universiti Brunei Darussalam und den Brunei Darussalam Religious Meritorious Service Awards. Die Universität Hiroshima ernannte ihn 2013 zum Ehrendoktor für seine Verdienste um die politischen Beziehungen zwischen Japan und Brunei.